# Long Mai
Long Mai là một xã thuộc huyện Minh Long, tỉnh Quảng Ngãi, Việt Nam.
Xã Long Mai có diện tích 37,07 km², dân số năm 2019 là 3.983 người, mật độ dân số đạt 108 người/km².